# Sompt
Sompt is een plaats en voormalige gemeente in het Franse departement Deux-Sèvres (regio Nouvelle-Aquitaine) en telt 272 inwoners (2005). De plaats maakt deel uit van het arrondissement Niort. Sompt is op 1 januari 2019 gefuseerd met de gemeente Chail tot de gemeente Fontivillié. 

## Geografie
De oppervlakte van Sompt bedraagt 12,2 km², de bevolkingsdichtheid is 22,3 inwoners per km².
De onderstaande kaart toont de ligging van Sompt met de belangrijkste infrastructuur en aangrenzende gemeenten.

## Demografie
Onderstaande figuur toont het verloop van het inwonertal.